# Christina Viragh

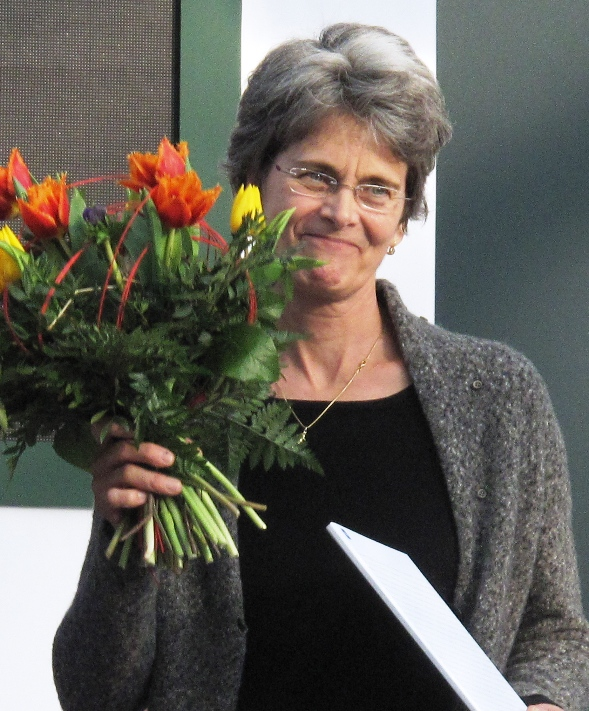
Christina Viragh – Leipziger Buchmesse 2012

Christina Viragh (* 23. Januar 1953 in Budapest) ist ungarisch-schweizerische Schriftstellerin und Übersetzerin, unter anderem von Péter Nádas, Sándor Márai, Imre Kertész und Alain-Fournier.

## Leben
Christina Viragh musste 1956 mit ihrer Familie ihre ungarische Heimat verlassen und zog 1960 nach Luzern um, wo sie auch aufwuchs. Sie absolvierte ein Studium der Philosophie, des Französischen und der Deutschen Literatur an der Universität Lausanne. Von 1985 bis 1987 arbeitete Christina Viragh als Teaching Assistant für Französisch an der University of Manitoba in Winnipeg (Kanada). Sie ist seit 1999 korrespondierendes Mitglied der Deutschen Akademie für Sprache und Dichtung in Darmstadt.
Christina Viragh lebt und arbeitet heute in Rom.
Das literarische Archiv von Christina Viragh befindet sich seit 2023 im Schweizerischen Literaturarchiv.

## Auszeichnungen
- 1992: Werkjahr Kanton und Stadt Luzern
- 1992: Förderpreis Dienemann-Stiftung, Luzern
- 1992: Gastpreis Kanton Bern
- 1992: Förderpreis Schweizerische Schillerstiftung, Zürich
- 1993: Hermann-Ganz-Preis des Schweizerischen Schriftsteller- und Schriftstellerinnen-Verbands
- 1993: Werkbeitrag Pro Helvetia
- 1993/94: Aufenthalt am Istituto Svizzero di Roma
- 1994: Förderpreis STEO-Stiftung
- 1998: Anerkennungspreis der Stadt Luzern
- 1999: Arbeitsstipendium Ilse-Langner-Dramatikerwettbewerb, Darmstadt
- 2000: Werkpreis Innerschweizer Literaturförderung
- 2000: Werkbeitrag Pro Helvetia
- 2003: Werkbeitrag Pro Helvetia
- 2003: Einzelwerkpreis der Schweizerischen Schillerstiftung
- 2009: Zuger Übersetzer-Stipendium für Parallelgeschichten von Péter Nádas
- 2012: Europäischer Übersetzerpreis Offenburg[2]
- 2012: Preis der Leipziger Buchmesse für Parallelgeschichten von Péter Nádas (Kategorie: Übersetzung)
- 2012: Brücke Berlin Literatur- und Übersetzerpreis, gemeinsam mit Péter Nádas, für Parallelgeschichten
- 2018: Nominierung für den Deutschen Buchpreis (Longlist) für Eine dieser Nächte
- 2019: Schweizer Literaturpreis für Eine dieser Nächte
- 2019: Kunst- und Kulturpreis der Stadt Luzern

## Werke

### Romane
- Unstete Leute. Klett-Cotta, Stuttgart 1992.
- Rufe von Jenseits des Hügels. Klett-Cotta, Stuttgart 1994.
- Mutters Buch. Klett-Cotta, Stuttgart 1997.
- Pilatus. Ammann, Zürich 2003.
- Im April. Ammann, Zürich 2006.
  - Im April. Dörlemann, Zürich 2020.
- Eine dieser Nächte. Dörlemann, Zürich 2018.
- Montag bis Mittwoch. Dörlemann, Zürich 2023.

### Übersetzungen
sortiert nach Autor, dann chronologisch
- Alain-Fournier: Der große Meaulnes. Manesse, Zürich 1997.
- Imre Kertész: Roman eines Schicksallosen. Rowohlt, Berlin 1996.
- Mihály Kornis: Der Held unserer Geschichte. Rowohlt, Berlin 1999.
- Dezső Kosztolányi: Ein Held seiner Zeit. Die Bekenntnisse des Kornél Esti. Rowohlt, Berlin 2004.
- Dezsõ Kosztolányi: Lerche. (Pacsirta). Manesse Verlag, München 2007, ISBN 978-3-7175-2144-0.
- László Krasznahorkai: Im Norden ein Berg, im Süden ein See, im Westen Wege, im Osten ein Fluss. Fischer, Berlin 2005.
- László Krasznahorkai: Baron Wenckheims Rückkehr. Fischer, Berlin 2018.
- Sándor Márai: Die Glut. Piper, München 1999.
- Sándor Márai: Das Vermächtnis der Esther. Piper, München 2000.
- Sándor Márai: Wandlungen einer Ehe. Piper, München 2003.
- Péter Nádas: Liebe. Rowohlt, Berlin 1996.
- Péter Nádas: Parallelgeschichten. Rowohlt, Reinbek bei Hamburg 2012.
- Péter Nádas: Aufleuchtende Details. Rowohlt, Reinbek bei Hamburg 2017.
- Antal Szerb: Reise im Mondlicht. dtv, München 2003.

### Weitere Werke
- Hörspiel: Damals draussen. SWR, 1995.
- Theaterstück: Chaostheorie. Uraufführung: Theater Luzern, 2000.
- Venedig in Zeiten der Ansteckung: eine Venedig-Geschichte[3] in der Neuen Zürcher Zeitung, März 2020